# Felici (cognome)
Felici è un cognome di lingua italiana.

## Varianti
De Felice, De Felici, Di Felice, Felice, Felicetta, Felicetti, Felician, Feliciangeli, Feliciani, Felicini, Felicioli, Felicioni, Feliciotti, Felis, Felisati, Felisatti, Felisaz, Felise, Felisi, Felisii, Felitz, Felix, Feliz, Feliziani, Sanfelice, Sanfelici.

## Origine e diffusione
Cognome tipicamente panitaliano, è presente prevalentemente in Italia centro-meridionale.
Potrebbe derivare dal prenome Felice, dal latino felix, "felice". È affine ai cognomi Fecondo, Del Gaudio, Gaudenzi, Asero e Beati.
Le varianti Feliciani e Feliziani sono centrali; De Felice e Di Felice sono campani; Felisi e Felisii sono tipici del Triveneto; Felisaz è valdostano; Sanfelice è meridionale; Sanfelici è centro-settentrionale.

## Persone
- Dino Felici (1931-2002) – scultore italiano
- Emanuela Felici (1980) – tiratrice a volo sammarinese
- Ettore Felici (1881-1951) – arcivescovo cattolico italiano
- Ezio Felici (1882-1941) – giornalista, poeta, drammaturgo e bibliotecario italiano